# Mondon
Mondon é uma comuna francesa na região administrativa de Borgonha-Franco-Condado, no departamento de Doubs. Estende-se por uma área de 4,5 km². Em 2010 a comuna tinha 97 habitantes (densidade: 21,6 hab./km²).